# Saharidj
Saharidj (em árabe: صحاريج) é uma cidade e comuna localizada na província de Bouira, Argélia. Segundo o censo de 2008, a população total da cidade era de 8 522 habitantes.